# Callia rubristerna
Callia rubristerna là một loài bọ cánh cứng trong họ Cerambycidae.